# Zarnkehöfe
Zarnkehöfe ist ein Wohnplatz im Ortsteil Hetzdorf der amtsfreien Gemeinde Uckerland im Landkreis Uckermark in Brandenburg.

## Geographie
Der Ort liegt zwei Kilometer ostsüdöstlich von Hetzdorf und acht Kilometer südlich von Strasburg (Uckermark). Die Nachbarorte sind Fahrenholz und Lindhorst im Nordosten, Taschenberg Ausbau im Osten, Uhlenhof und Kutzerow im Südosten, Dolgen im Südwesten, Hetzdorf im Westen sowie Kleisthöhe im Nordwesten.